# Crnjelovo Donje
Crnjelovo Donje je naselje v občini Bijeljina, Bosna in Hercegovina. 

## Deli naselja
Arsenići, Crnjelovo Donje, Đukići, Grabik, Kojići in Vrulja.

## Prebivalstvo
| Pregled števila prebivalcev po letih | Pregled števila prebivalcev po letih | Pregled števila prebivalcev po letih | Pregled števila prebivalcev po letih | Pregled števila prebivalcev po letih | Pregled števila prebivalcev po letih |
| ------------------------------------ | ------------------------------------ | ------------------------------------ | ------------------------------------ | ------------------------------------ | ------------------------------------ |
| 1948                                 | 1953                                 | 1961                                 | 1971                                 | 1981                                 | 1991                                 |
| -                                    | -                                    | -                                    | 3.165                                | 3.054                                | 2.963                                |

| Narodna sestava prebivalstva po letih                                                                                          | Narodna sestava prebivalstva po letih                                                                                            | Narodna sestava prebivalstva po letih                                                                                             |
| --- | --- | --- |
| 1971 | 1981 | 1991 |
| . skupaj: 3.165 Srbi 3.159 (99,81 %) Muslimani 2 (0,06 %) Hrvati 0 (0,00 %) Jugoslovani 1 (0,03 %) drugi in neznano 3 (0,09 %) | . skupaj: 3.054 Srbi 3.000 (98,23 %) Hrvati 3 (0,09 %) Muslimani 2 (0,06 %) Jugoslovani 30 (0,98 %) drugi in neznano 19 (0,62 %) | . skupaj: 2.963 Srbi 2.818 (95,10 %) Hrvati 2 (0,06 %) Muslimani 0 (0,00 %) Jugoslovani 13 (0,43 %) drugi in neznano 130 (4,38 %) |